# 石崎元徳
石崎 元徳（いしざき げんとく、元禄10年（1697年） – 明和7年10月29日（1770年12月15日））は、江戸時代中期の長崎派画家。
本姓西崎氏。字を慶甫、通称清右衛門。昌山と号した。肥前国長崎の人。

## 略伝
小原慶山に師事。本姓は西崎だったが誤って石崎と記帳されてしまい、ついには石崎に改名した。渡辺秀石の門人であった上杉九郎次の跡を受けて享保9年（1724年）、唐絵目利手伝いとなる。元文元年（1736年）に唐絵目利本役に就任。黄檗僧の頂相などを描いた。荒木元融・石崎融思父子に洋画の技法やガラスの絵付けを伝えている。
明和7年（1770年）10月死没。享年74。後継は養子の元章がなった。

## 石崎家直系図
初代元徳・2代元章（文十郎）・3代元甫（周蔵）・4代融思・融済（夭折）・5代融吉

## 文献資料
- 古賀十二郎『長崎絵画全史』・『長崎画史彙伝』